# Triplophyllum angustifolium
Triplophyllum angustifolium är en ormbunkeart som beskrevs av Holtt. Triplophyllum angustifolium ingår i släktet Triplophyllum och familjen Tectariaceae. Inga underarter finns listade.